# Jan Pieter Minckelers
Jan Pieter Minckelers, ook Jean-Pierre Minckelers of J.P. Minckeleers (Maastricht, gedoopt op 2 december 1748 – aldaar gestorven op 4 juli 1824), was een Luiks-Nederlands wetenschapper en uitvinder. Hij wordt gezien als de ontdekker van het lichtgas (steenkoolgas) en de gasverlichting.

## Biografische schets
Jean-Pierre Minckelers werd in 1748 geboren als zoon van de apotheker Laurent Minckelers en diens vrouw Anne-Marguerite Denys. Hij werd gedoopt in de Sint-Nicolaaskerk, aangezien het gezin Minckelers in het tweeherige Maastricht de Luikse nationaliteit had. Hij groeide op in het huis "De dry Roosen", vlak bij de latere Minckelersstraat (Heerenstraat). Op 9-jarige leeftijd volgde hij onderwijs aan de Jezuïetenschool in de Bredestraat. Daarna studeerde hij aan de Latijnse school van Geel, waar hij op 15-jarige leeftijd examen deed.
Minckelers studeerde daarna aan de pedagogie De Valk van de universiteit van Leuven, de eerste twee jaar artes (onder andere fysica) en daarna vier jaar theologie. In 1771 werd hij tot diaken gewijd. Tegelijkertijd werd hij aangesteld als hoogleraar fysica aan de Artesfaculteit. Hij werkte er tevens enige tijd in het laboratorium van François-Jean Thysbaert de directeur van de school voor experimentele fysica.

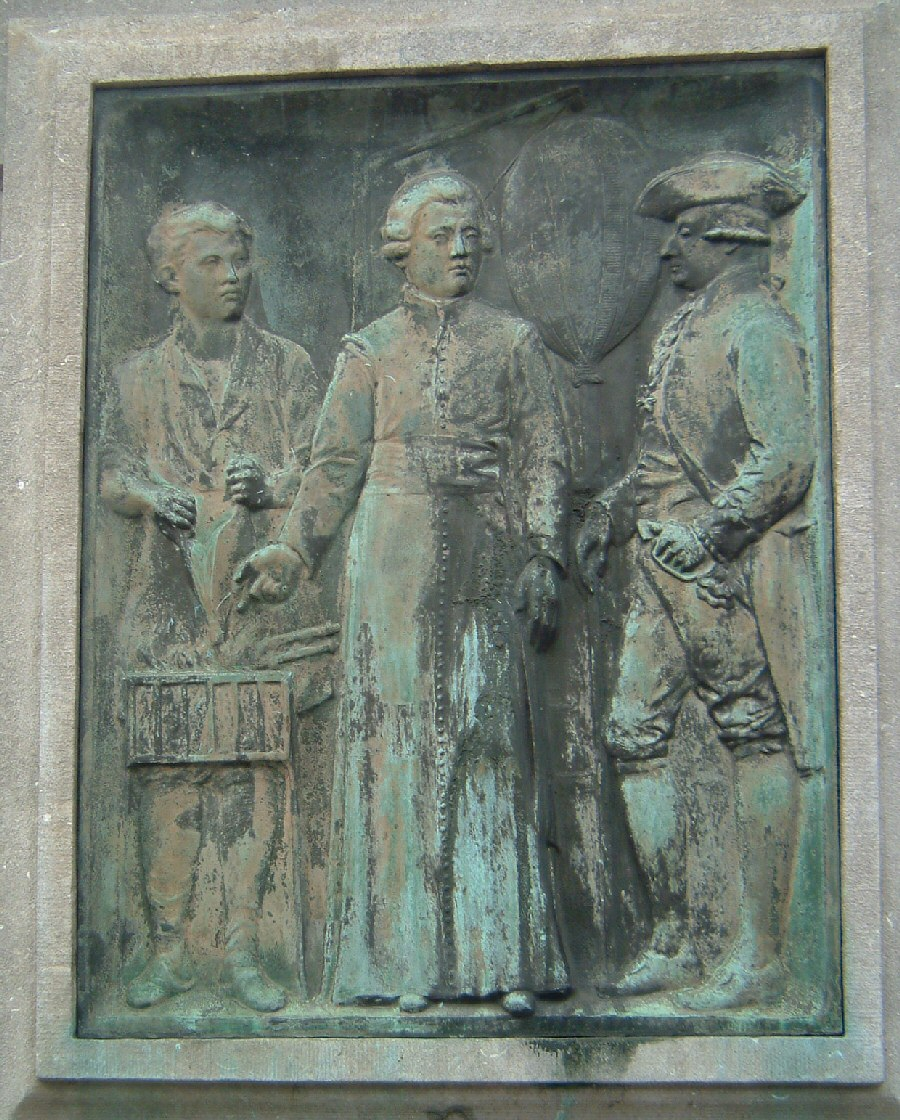
Minckelers met assistent en de hertog van Arenberg (Bronzen plaquette standbeeld Maastricht)

Vanaf 1778 hield Minckelers zich bezig met het onderzoek naar gassen. Het natuurwetenschappelijk onderzoek aan de Leuvense universiteit kreeg een impuls door de bemoeienis van Lodewijk Engelbert van Arenberg. Hij steunde Minckelers en Thysbaert bij hun pogingen om een goedkope grondstof te vinden voor de massaproductie van ontvlambaar gas. Minckelers ontdekte dat, door steenkool te verhitten zonder de aanwezigheid van zuurstof, er een gas ontsnapte dat lichter is dan lucht. Dit lichtgas bleek uitermate geschikt om een luchtballon te vullen. Op 21 november 1783 steeg de eerste met steenkoolgas gevulde luchtballon op vanaf een terrein in Heverlee. Hoewel het gebruik van steenkoolgas bij de ballonvaart later vervangen werd door hete lucht en waterstof, kunnen Minckelers en Thysbaert toch als medegrondleggers van de luchtvaart gelden, samen met de Franse gebroeders Montgolfier, op wier experimenten zij zich baseerden. Minckelers beschreef zijn bevindingen in 1784 in een publicatie getiteld Memoire sur l'air inflammable tiré de differentes substances. In hetzelfde jaar verscheen Manuscrit sur la Chimie, waarin hij beschreef hoe het brandbare gas tevens geschikt was als lichtbron. Minckelers gebruikte in 1785 steenkoolgas om zijn auditorium te verlichten. Het steenkoolgas wordt de daaropvolgende decennia volop toegepast in openbare straatverlichting. Brussel was in 1817 de eerste stad op het Europese vasteland met gaslantaarns.
Hoewel Minckelers zich probeerde afzijdig te houden van politiek en religieus gekonkel, raakte hij als bestuurder van de Leuvense universiteit toch betrokken bij de woelingen die ontstonden na de hervorming van de universiteit door de verlichte keizer Jozef II in 1786. Na rellen in Leuven, werd in 1788 de universiteit naar Brussel verplaatst, met uitzondering van de theologische faculteit. Toen de opstandelingen Brussel dreigden te belegeren, moest Minckelers halsoverkop vluchten, waarbij zijn bezittingen in Brussel achterbleven. De universiteit verhuisde terug naar Leuven, maar Minckelers werd als aanhanger van de keizer geweerd.
In 1790 keerde hij naar Maastricht terug, waar geen universitair onderwijs bestond. Het jezuïetencollege was in 1773 opgeheven en andere scholen leidden een marginaal bestaan. Waarschijnlijk werkte Minckelers in deze periode in de apotheek van zijn vader. Na de komst van de Fransen in 1794 verbeterde het onderwijs geleidelijk. Vanaf 1797 was Minckelers betrokken bij de oprichting van een école centrale in Maastricht, een para-universitair instituut dat elke departementshoofdstad volgens de wet moest hebben. Een jaar later werd hij lid van de departementale commissie die de invoering van het decimale stelsel moest begeleiden. Van 1798-1804 was hij docent experimentele fysica en scheikunde aan de École centrale du Département de la Meuse-Inférieure te Maastricht. Het aantal studenten was echter zeer beperkt. Minckelers wist in zijn functie als hoogleraar een tweehonderdtal wetenschappelijke instrumenten te verzamelen, als basis voor wetenschappelijk onderzoek, onder andere op het gebied van de meteorologie. In 1800 publiceerde hij een verslag van 14 pagina's over een kort daarvoor in een Zichense mergelgroeve gevonden Mosasaurus.
Van 1802 tot 1819 deed hij zo nauwkeurig mogelijke meteorologische waarnemingen, met een belangrijke statistische waarde, van temperatuur, luchtdruk en neerslag.
Na 1804 bleef Minckelers verbonden aan de diverse opvolgers van de école centrale, die echter het niveau van een middelbare school niet overstegen: de école secondaire (1804-1810), het Collège de la ville de Maestricht (1810-1817) en het Koninklijk Atheneum (vanaf 1817). In 1818 nam hij ontslag vanwege zijn gevorderde leeftijd. Een jaar later werd hij getroffen door een beroerte, maar zijn verstandelijke vermogens bleven intact. Vijf jaar later overleed hij op 75-jarige leeftijd.

## Nalatenschap

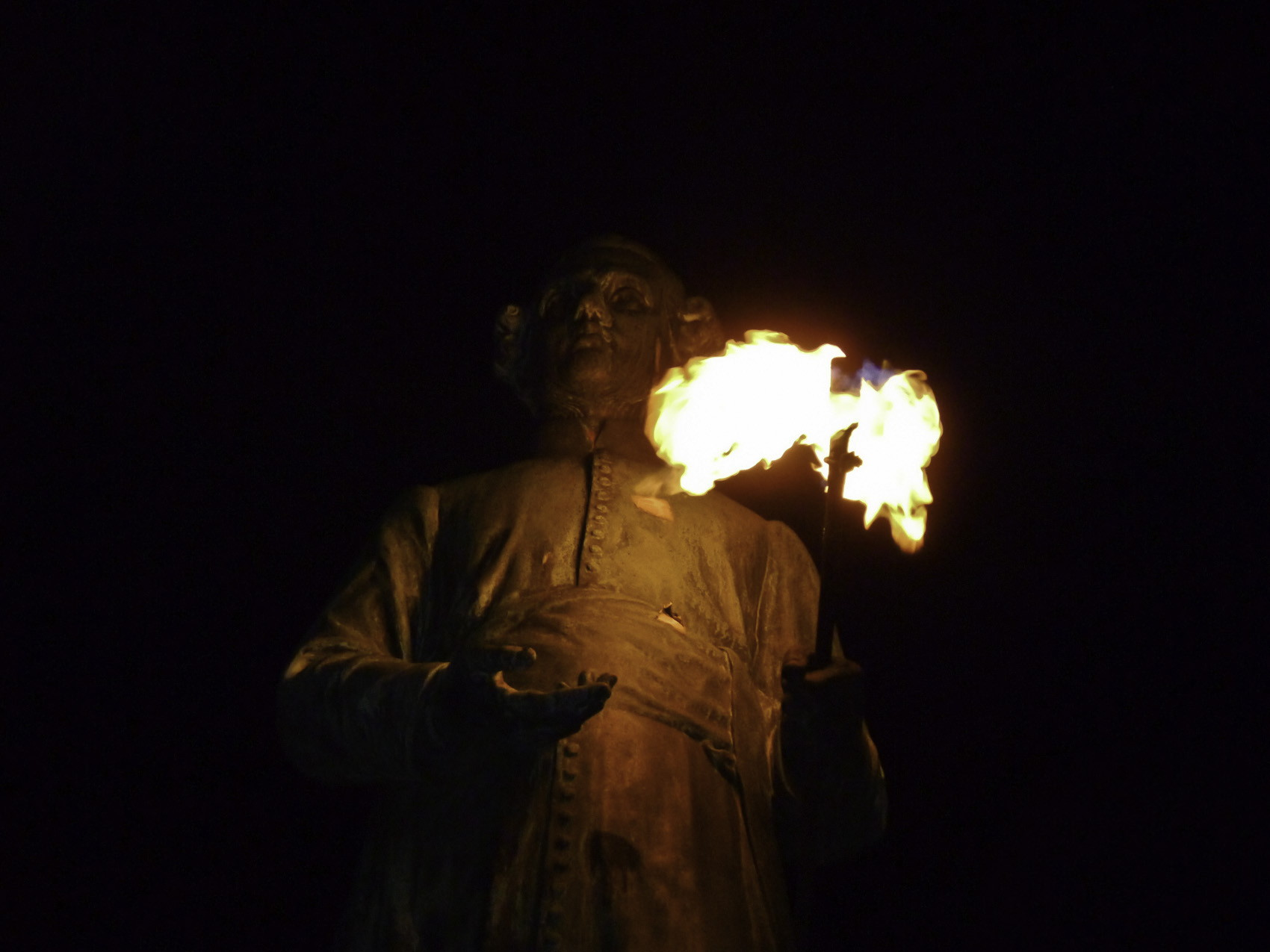
Gasvlam van het standbeeld van Minckelers in Maastricht bij avond

De erkenning van de bescheiden en apolitieke Minckelers als ontdekker van het steenkoolgas kwam pas laat. Aanvankelijk dacht men dat de Engelsman Charles Green de eerste was die steenkoolgas toepaste in de ballonvaart. De Fransman Philippe Lebon en de Schot William Murdoch werden gezien als ontdekkers van het lichtgas, maar Minckelers was hen daarin voorgegaan. In 1816 werd hij opgenomen als lid van het Koninklijk Instituut voor Wetenschappen, Letteren en Schone Kunsten. Pas in 1854 werd in Maastricht de eerste gasleiding aangelegd bedoeld voor straatverlichting.
Op de Markt in Maastricht, aan het begin van de Boschstraat, staat een standbeeld van J.P. Minckelers, in toga en met "eeuwig" brandende vlam. Het bronzen beeld op een hardstenen sokkel werd ontworpen door Bart van Hove. De onthulling door gouverneur Ruijs de Beerenbrouck vond plaats op 10 juli 1904, tachtig jaar na het overlijden van de uitvinder. In 2006 werd het beeld, na een renovatie van de Markt en de aangrenzende Boschstraat, twintig meter naar het zuiden verplaatst. In 2013 besloot het gemeentebestuur van Maastricht, om duurzaamheidsredenen en om jaarlijks € 40.000 te besparen, een muntapparaat bij het beeld te plaatsen. Door de inworp van muntgeld kan de vlam enkele minuten tot leven worden gebracht.
Ook in Heverlee staat een standbeeld van Minckelers nabij de gebouwen van de faculteit Toegepaste Wetenschappen van de Katholieke Universiteit Leuven. In het centrum van Leuven is een straat naar hem vernoemd.
Ook de Universiteit van Turijn heeft een zaal vernoemd naar Minckelers. Hier bevindt zich ook een portretbuste van de wetenschapper.
De studievereniging van de faculteit Scheikundige Technologie van de Technische Universiteit Eindhoven heet T.S.V. 'Jan Pieter Minckelers' of kortweg "Japie".
In Hilversum staat de J.P. Minckelersschool, een openbare basisschool, aan de Minckelersstraat naast de vroegere gemeentelijke gasfabriek. In Haarlem en Hoogerheide is er een Minckelersweg, in Antwerpen, Den Haag, Eindhoven, Landgraaf (NL), Maastricht, Tilburg en Venlo een Minckelersstraat, in Leuven (B) ligt naast de Minckelersstraat een ondergrondse Minckelersparking.

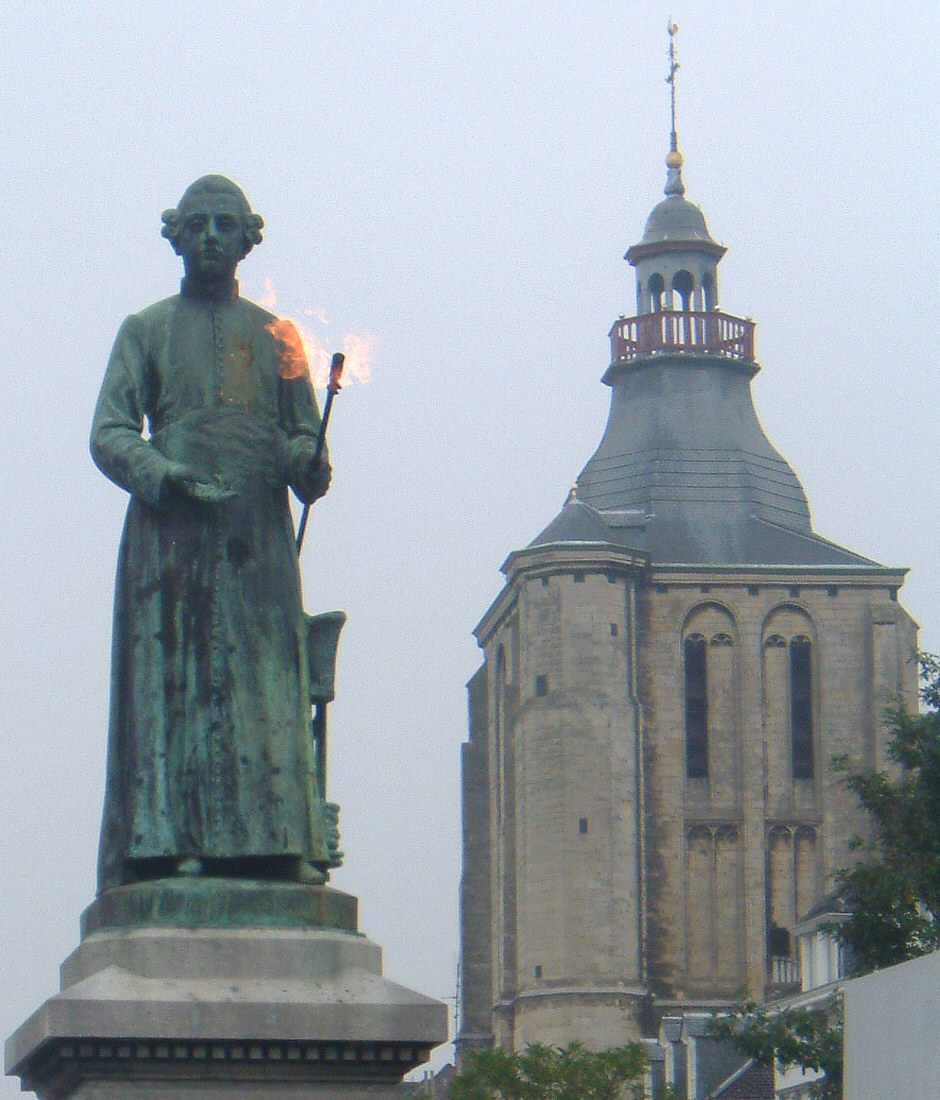
Standbeeld in Maastricht
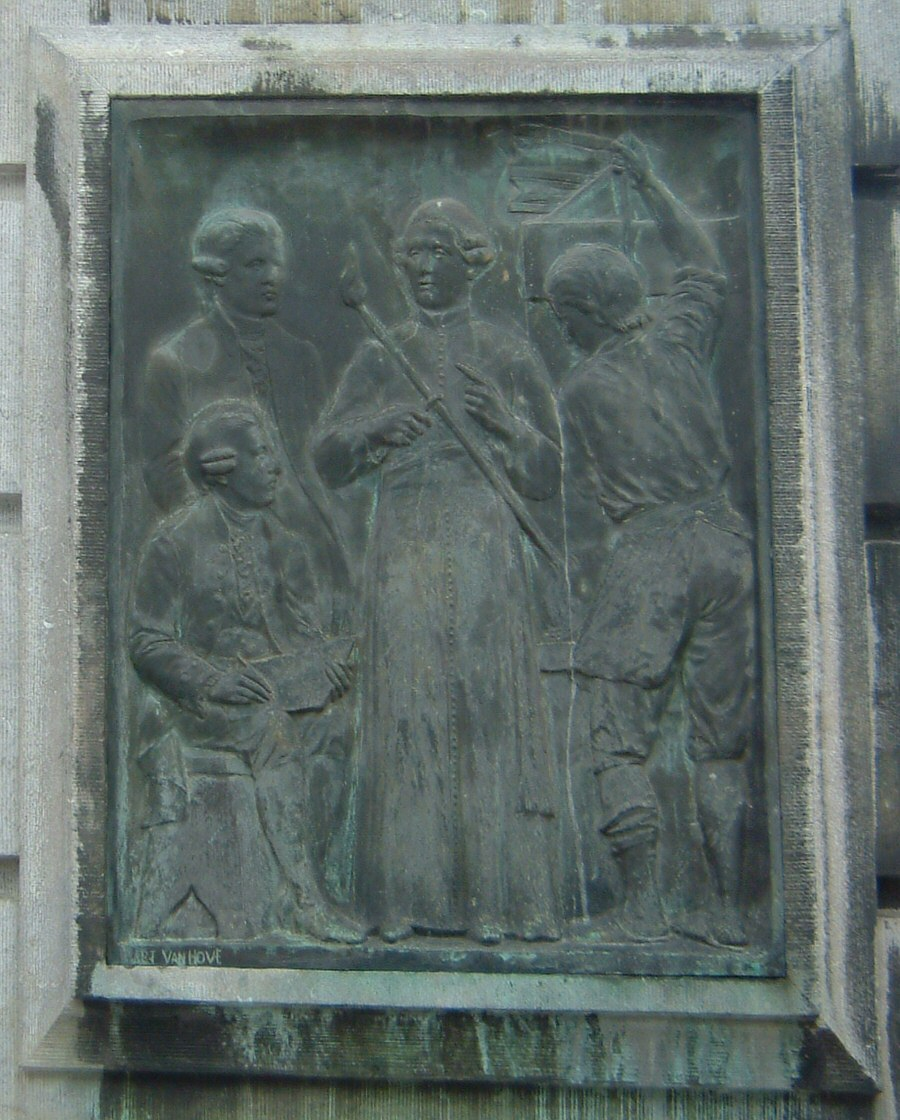
Idem, bronzen plaquette
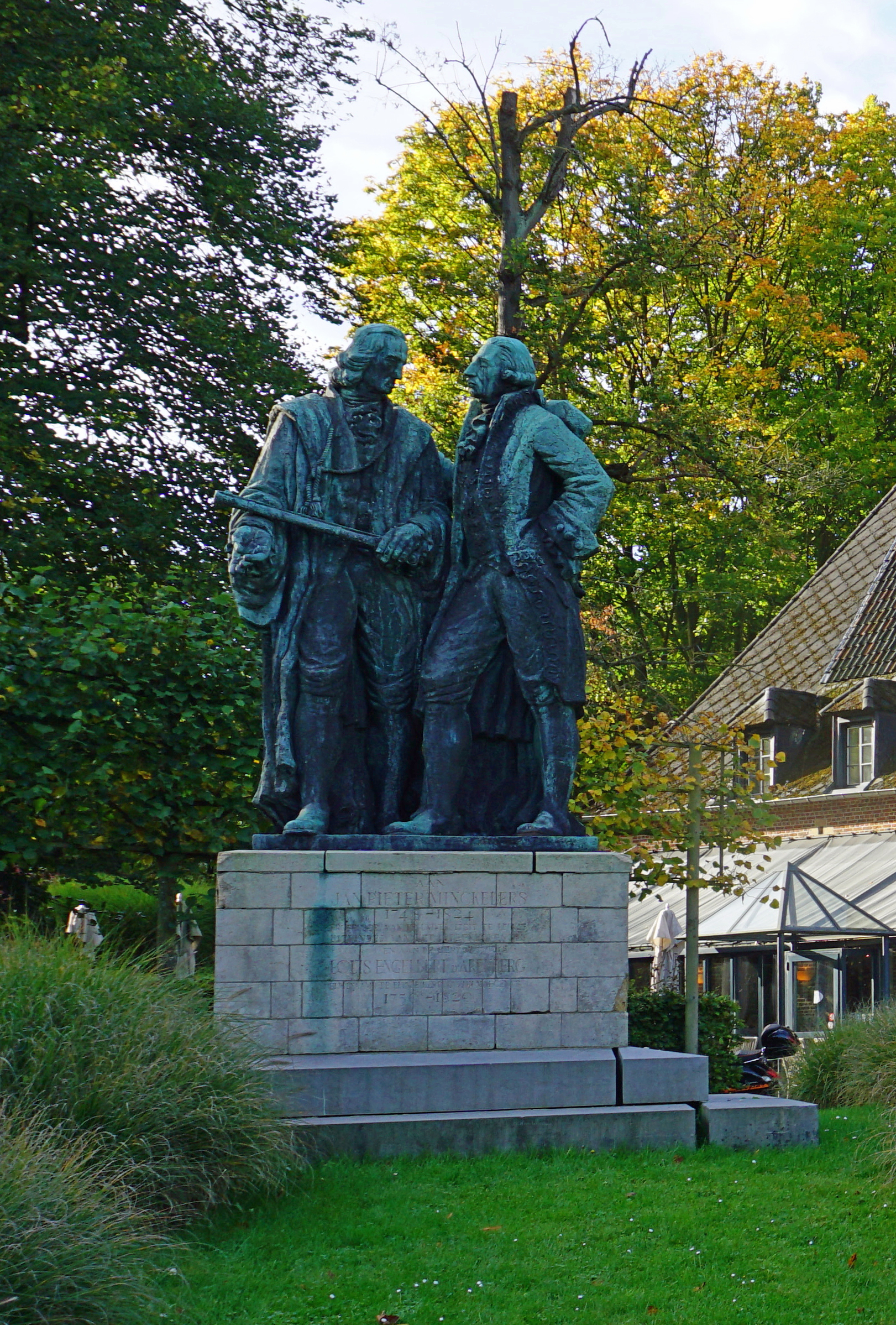
Standbeeld in Heverlee (met de hertog van Arenberg)
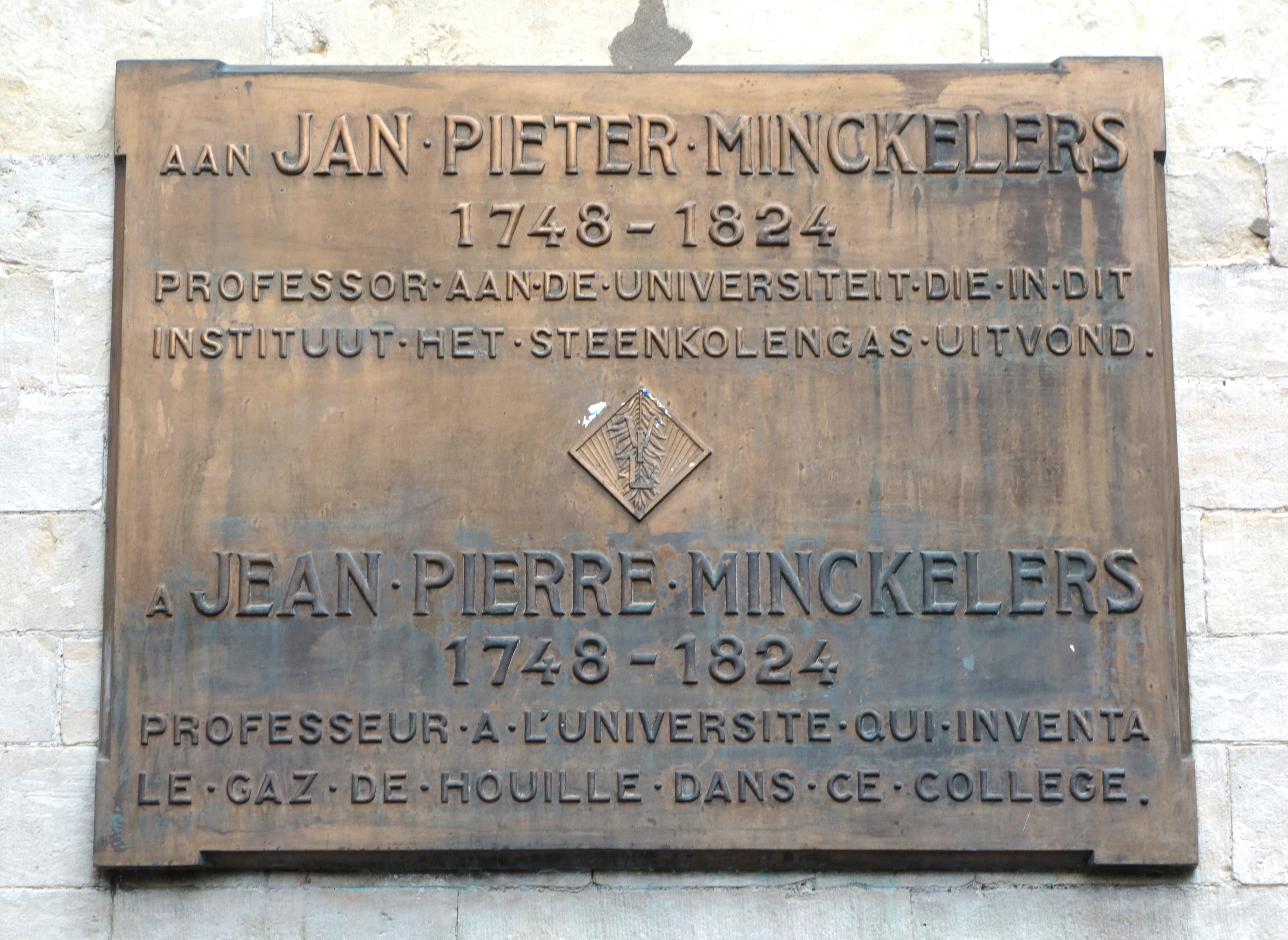
Plaquette op universiteitsgebouw Leuven
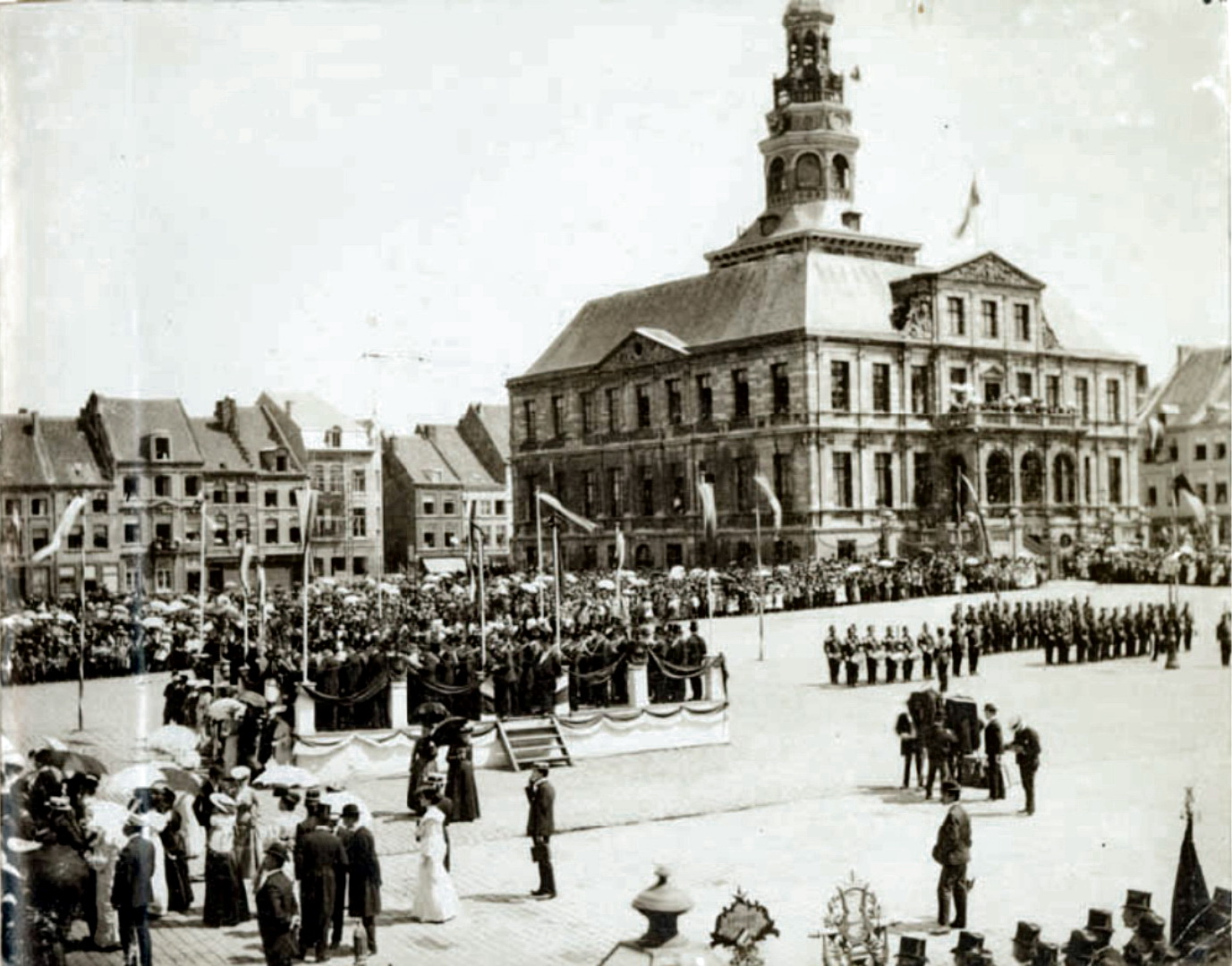
Onthulling van het standbeeld in Maastricht (1904)